# 南堀貝塚
座標: 北緯35度33分18.9秒 東経139度35分42.9秒 / 北緯35.555250度 東経139.595250度
南堀貝塚（なんぼりかいづか/みなんぼりかいづか）は、神奈川県横浜市都筑区南山田三丁目にある縄文時代前期（7000年前 - 5500年前）中頃の貝塚を伴う環状集落の遺跡。港北ニュータウン遺跡群の1つ。考古学者の和島誠一・岡本勇らによって、縄文時代の典型的な環状集落の姿が初めて明らかにされた遺跡として著名である。

## 概要
早渕川の低地に面した台地にあり、戦後の『横浜市史』編纂事業を契機として、1955年（昭和30年）に和島誠一らによる発掘調査が行われた。
縄文時代の集落や貝塚の調査を通じて、当時の社会構造や集落の実態を解明することを目標としていた和島は、遺跡範囲内の部分的な発掘ではなく、遺跡全域規模での発掘調査が不可欠と考えており、調査対象として南堀貝塚を選んだ。
この結果、台地西側斜面の貝塚のほか、台地上の広場を中心としてその周囲に50軒余りの竪穴建物群が半円形に分布する、黒浜式土器期から諸磯a式土器期にかけての縄文時代前期中頃の典型的な環状集落の姿を完掘した。
和島や岡本は、この集落に特徴的な、居住域の環状配置という強い規制を、小さな血縁集団同士が広場（=各集団の先祖の墓域）を中心に結束することで、より大規模で強固な集落共同体を形成していったことの表れであると捉え、この集落の規模拡大が共同体の生産力をも拡大させ、縄文文化の発展に結び付いていったとする考えを構築した。
和島らはまた、この調査の際に考古学研究者や学生だけでなく、一般市民の参加者を積極的に募り、多いときは日に100人程の市民が参加した。また調査の進捗状況や重要な遺構・遺物の発見をいち早く伝える調査速報的PRも頻繁に行った。これらは、身近な遺跡や埋蔵文化財の存在を考古学界だけのものとせず、社会一般に広く伝えてそれらへの関心を高めていく活動の先駆的なものとなった。
これらの活動の結果、南堀貝塚は縄文集落全域と縄文社会の様相を初めて明らかにした遺跡として話題となり、一時は代表的な縄文遺跡として歴史教科書に載るほどになった。また『石器時代の村』という記録映画も制作された。
その後港北ニュータウン開発が始まると、南堀貝塚も港北ニュータウン遺跡群の1つとして1984年（昭和59年）から1989年（平成元年）にかけて複数回の発掘調査が行われ、竪穴建物群内側の広場に土壙墓群が見つかるなどの新たな知見が得られたが、遺跡範囲の多くは調査後に破壊された。ただし台地南端部の斜面付近では、現在も地中に遺構が残された部分があるとされる。